# Los locos del cuarto piso
Los locos del cuarto piso es una película argentina en blanco y negro dirigida por Lisandro de la Tea según guion de Manuel Collazo sobre la obra de Francisco E. Collazo que se estrenó el 10 de noviembre de 1937 y que tuvo como protagonistas a Félix Mutarelli, Anselmo Aieta, Enrique Arellano, María Esther Gamas, Ilde Pirovano y Benita Puértolas.	 

## Sinopsis
En una pensión la empleada doméstica se casa con el heladero y un médico recibido hace poco se enamora de su primera paciente.

## Reparto
- Anselmo Aieta
- Tito Alonso
- Enrique Arellano
- Héctor Coire
- María Esther Gamas
- Pedro Laxalt
- Lopecito
- Perla Mary
- José Mazzili
- Félix Mutarelli
- Ilde Pirovano
- Benita Puértolas
- Juan Sarcione
- Oscar Villa
- Francisco Álvarez
- Nélida Francisco

## Comentarios
La crónica de La Prensa la consideró "una muy modesta película...interpretación de marcado corte teatral" y en opinión del crítico Calki se trataba de una "Película de discretos méritos. El argumento -salvo dos pequeños detalles de mal gusto- es limpio, animado, simpático y tiene muchos pasajes graciosos".